# Ortifus

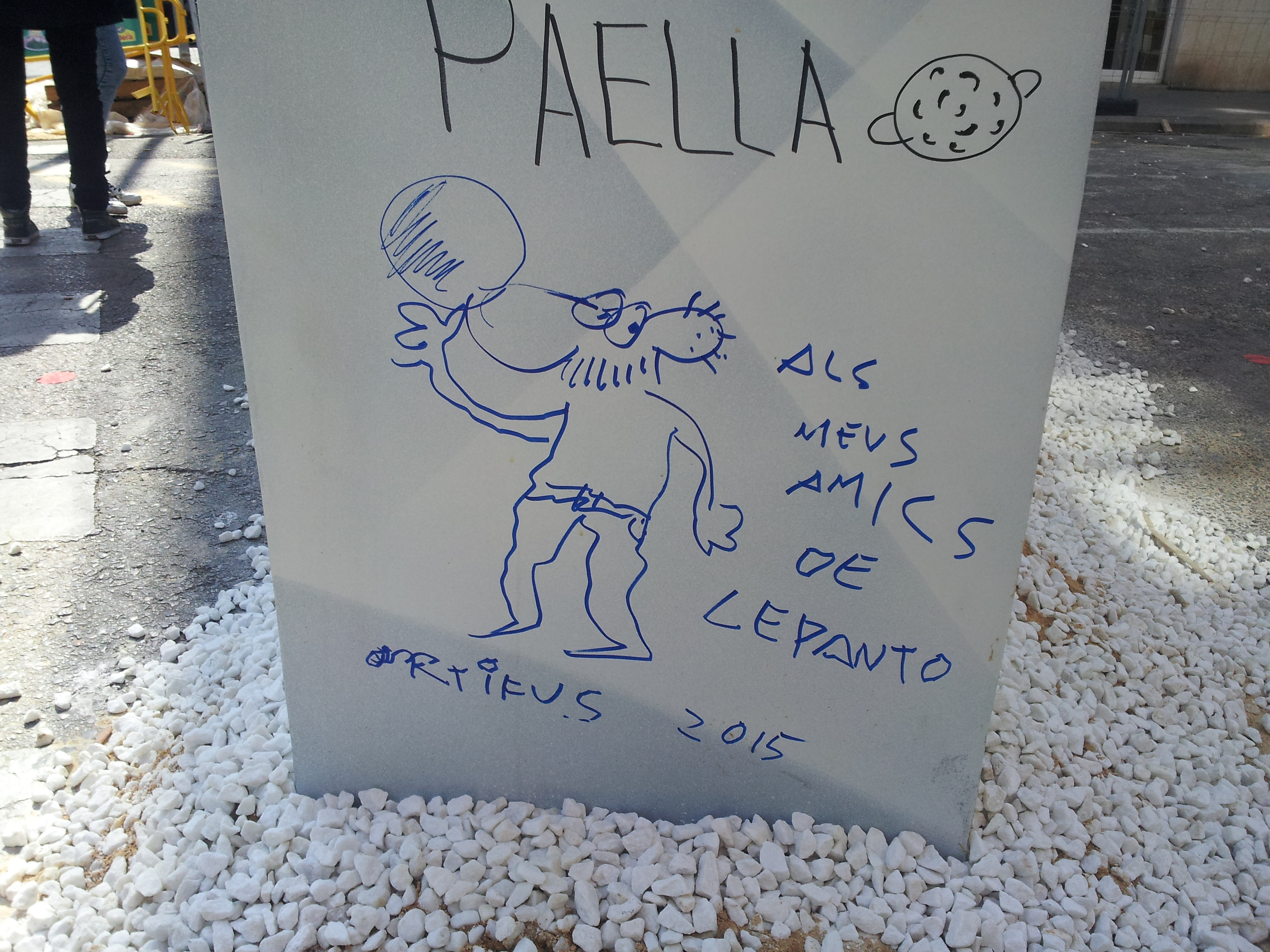
Ninotet d'Ortifus a la Falla Guillem de Castro-Lepanto de 2015.

Antoni Ortiz i Fuster, més conegut com a Ortifus, (València, 15 de març de 1948) és un humorista gràfic valencià.

## Biografia

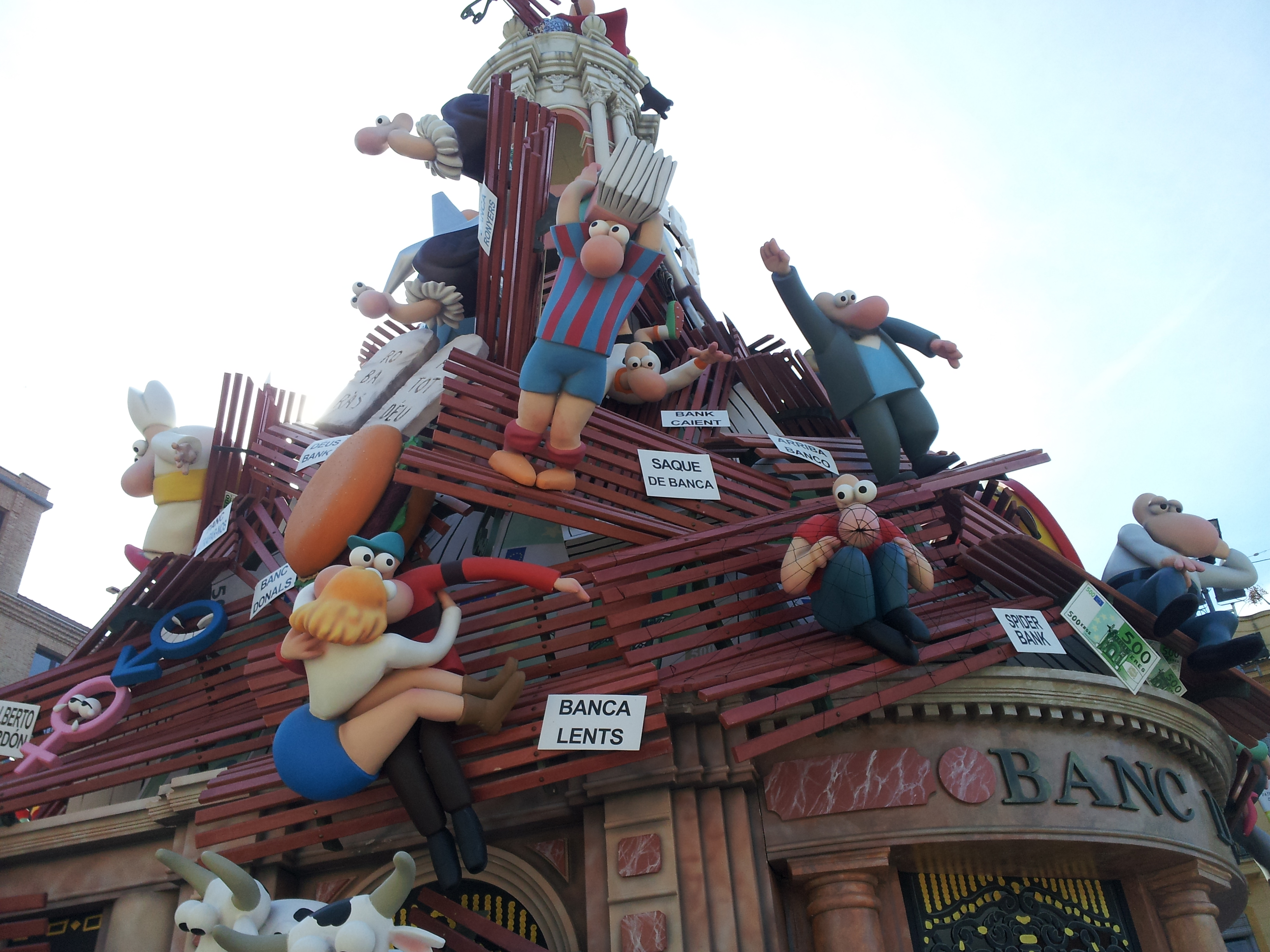
Tirant lo Banc, falla d'Ortifus per a Na Jordana en 2014.

Considerat com un dels millors humoristes gràfics del País Valencià, Ortifus va iniciar la seua carrera professional com a músic i com a dissenyador de joies, rajoles i teles. Cal destacar que com músic va tenir certa rellevància durant els anys setanta sent baixista dels grups Control i Orquesta Valencia amb els quals editaria 3 i 2 LPs respectivament.
En qualsevol cas, la seua faceta més reconeguda, i sobre la qual s'assenta bona part de la seua trajectòria professional, és la de dibuixant de tires còmiques i humorista gràfic. En el seu estil de dibuix, destaca la utilització de línies senzilles i concises, així com la ironia i els jocs de paraules que utilitza en gran part a partir d'un titular extret d'algun mitjà de comunicació imprès.
El seu camí com a humorista gràfic s'inicia a la fi de 1980, quan comença a publicar les seues tires com a col·laborador en mitjans de comunicació locals com Diario de Valencia, Notícias al Día, Hoja del Lunes, la revista Qué y Dónde o, posteriorment a principis de la dècada dels noranta, en la revista satírica –de tirada nacional– El Jueves. Però no seria fins a finals de 1984 quan publicaria la seua primera tira en el diari Levante – El Mercantil Valenciano on es convertiria al llarg del temps en una de les seues senyes més identificatives. D'altra banda, també col·labora assíduament amb la revista Cartelera Turia i publica una tira setmanal en la revista de tiratge nacional Magazine per a la qual va crear expressament el seu personatge el Mago Asín. L'any 2015, la Universitat d'Alacant li va concedir el Premi Notari de l'Humor, juntament amb el dibuixant berguedà Kap.
Els seus treballs han excedit l'àmbit dels mitjans de comunicació, col·laborant amb institucions com la Universitat de València, la Universitat Politècnica de València, la Generalitat Valenciana o el Col·legi de Farmacèutics de València amb el qual col·labora assíduament dins de la seua publicació Cuadernos de Farmacia.
El dibuixant també ha sabut traslladar el seu humor i les seues particulars figures a la festa de les Falles, dissenyant i creant monuments fallers tant per a les institucions, Ajuntament de València (1988), com per a distintes comissions falleres de secció especial (Blanqueries en 1994, Convent de Jerusalem en 1998 o Na Jordana en 2000) obtenint en totes elles el Premi Enginy i Gràcia atorgats per la Junta Central Fallera. La falla Camas, de 1994, va rebre puntuacions de primer premi. Tanmateix, el jurat va decidir donar-li un quart premi per l'estranya proposta.
En 2021 Ortifus va donar més de 20.000 dibuixos originals creats entre 1980 a 2020 a la Biblioteca Valenciana per a la seua conservació i posada a la disposició del públic i investigadors.

## Obra
- 2003 – De juzgado de guardia
- 2001 - Los guardias civiles: esos ciudadanos uniformados: 25 años de lucha por la democratización y el asociacionismo en la Guardia Civil (1976-2001)
- 1994 - Consejos prácticos para ir por la vida con sumo cuidado
- 1992 - De todo hay en las viñetas del señor
- 1991 - 129 semanas y media
- 1991 - Com exercir de funcionari i no apergaminar-se en l'intent
- 1991 - Estius a la carta
- 1991 - XIP-xap: cançons infantils
- 1987 - Invasor, el último
- 1985 - Humor gràfic en la premsa valenciana, 1981 - 1985